# Мулино (Савона)
Мулино је насеље у Италији у округу Савона, региону Лигурија.
Према процени из 2011. у насељу је живело 60 становника. Насеље се налази на надморској висини од 162 м.